# Le Roi singe (film, 2014)
Pour les articles homonymes, voir Le Roi singe.
Série
Le Roi singe 2
(2016)
Pour plus de détails, voir Fiche technique et Distribution.
Le Roi singe (西游记之大闹天宫, Xi you ji: Da nao tian gong) est un film chinois réalisé par Soi Cheang, sorti en 2014.
C'est une nouvelle adaptation du classique de la littérature chinoise La Pérégrination vers l'Ouest. Il a pour suite Le Roi singe 2.

## Fiche technique
- Titre original : 西游记之大闹天宫, Xi you ji: Da nao tian gong
- Titre français : Le Roi singe
- Réalisation : Soi Cheang
- Scénario : Chan Tai-lee, Szeto Kam-Yuen et Edmond Wong
- Pays d'origine : Chine
- Format : Couleurs - 35 mm - 2,35:1 - Dolby Digital
- Genre : action, aventure et fantasy
- Durée : 119 minutes
- Date de sortie :
  -  Hong Kong : 30 janvier 2014
  -  Chine : 31 janvier 2014

## Distribution
- Donnie Yen : Sun Wukong
- Chow Yun-fat : l'Empereur de jade
- Aaron Kwok : le roi-démon taureau
- Hai Yitian : Maître Puti
- Peter Ho : Erlang Shen
- Joe Chen : la princesse à l'éventail de fer
- Kelly Chen : Guanyin
- Zhang Zilin : Nuwa